# Diamesa latitarsis
Diamesa latitarsis är en tvåvingeart som först beskrevs av Goetghebeuer 1921.  Diamesa latitarsis ingår i släktet Diamesa och familjen fjädermyggor. Arten är reproducerande i Sverige. Inga underarter finns listade i Catalogue of Life.